# Mađare
Mađare (izvirno srbsko Мађаре) je naselje v Srbiji, ki upravno spada pod Občino Preševo; slednja pa je del Pčinjskega upravnega okraja.

## Demografija
V naselju, katerega izvirno (srbsko-cirilično) ime je Мађаре, živi 94 polnoletnih prebivalcev, pri čemer je njihova povprečna starost 24,3 let (23,1 pri moških in 25,6 pri ženskah). Naselje ima 33 gospodinjstev, pri čemer je povprečno število članov na gospodinjstvo 5,27.
Prebivalstvo je večinoma nehomogeno.
|  |

| Demografija | Demografija     | Demografija     |
| Leto        | Št. prebivalcev | Št. prebivalcev |
| ----------- | --------------- | --------------- |
|             |                 |                 |
|             |                 |                 |
|             |                 |                 |
|             |                 |                 |
| 1948        | 164             |                 |
| 1953        | 190             |                 |
| 1961        | 227             |                 |
| 1971        | 174             |                 |
| 1981        | 158             |                 |
| 1991        | 217             | 202             |
| 2002        | 234             | 174             |
|             |                 |                 |

| Etnična sestava po popisu iz leta 2002 | Etnična sestava po popisu iz leta 2002 | Etnična sestava po popisu iz leta 2002 | Etnična sestava po popisu iz leta 2002 | Etnična sestava po popisu iz leta 2002 |
| -------------------------------------- | -------------------------------------- | -------------------------------------- | -------------------------------------- | -------------------------------------- |
| Albanci                                | Albanci                                |                                        | 49                                     | 28,16%                                 |
| Neznano                                | Neznano                                |                                        | 125                                    | 71,83%                                 |